# Chof Šikmona
Chof Šikmona (hebrejsky: חוף שקמונה, doslova Pobřeží Šikmony) je část města Haifa v Izraeli. Tvoří podčást 4. městské čtvrti Ma'arav Chejfa.
Jde o územní jednotku vytvořenou pro administrativní, demografické a statistické účely. Zahrnuje severní část čtvrti Ma'arav Chejfa, ležící na pobřeží Středozemního moře, na úpatí pohoří Karmel. Nacházejí se tu obytné okrsky jako Ejn ha-Jam, Ša'ar ha-Alija, Kirjat Šprincak a Neve David. Pojmenována je podle archeologické lokality Tel Šikmona, která se tu nachází na břehu moře.
Populace je židovská s nevelkou arabskou menšinou. Rozkládá se na ploše 2,58 kilometru čtverečního. V roce 2008 zde žilo 20 260 lidí, z toho 15 780 židů, 390 muslimů a 960 arabských křesťanů.